# Montezuma (Majo)
Montezuma és una òpera en tres actes composta per Gian Francesco de Majo sobre un llibret italià de Vittorio Amadeo Cignasanti, basat en La conquista del Messico d'Antonio de Solís. S'estrenà al Teatro Regio de Torí el carnestoltes de 1765.

A Catalunya s'estrenà l'abril de 1766 al Teatre de la Santa Creu de Barcelona.